# 尊円法親王
尊円法親王（そんえんほうしんのう、永仁6年8月1日（1298年9月7日）- 延文元年/正平11年9月23日（1356年10月17日））は、青蓮院第十七世門跡。伏見天皇の第6皇子。母は三善俊衡の娘。初名は守彦親王。尊円入道親王とも。

## 略歴
延慶元年（1308年）に青蓮院に入り、延慶3年（1310年）に親王宣下を受ける。延慶4年（1311年）法門に入り、名を尊円と改めて青蓮院門跡に就任した。しかし、当時の青蓮院は門跡の地位を巡って2つに割れており、しかも大覚寺統が亀山法皇の皇子でもう一方の派閥に属する慈道法親王を推していたことから紛争に発展している。
正和3年（1314年）から元徳元年（1329年）まで門跡管領を止められて慈道が門主とされたが、鎌倉幕府の働きかけによって出された後醍醐天皇の綸旨によって再び門主となり、元弘元年（1331年）には天台座主に任じられている。この前後4回にわたり天台座主となり、その間四天王寺別当を歴任している。
後醍醐天皇が鎌倉幕府を滅ぼすと、尊円の門跡管領が止められて再び慈道が門主となるが、建武2年（1335年）になって後醍醐天皇の勅裁による仲介で慈道が尊円を弟子として迎えて門跡の地位を譲ることになり、その後の建武の乱による後醍醐天皇の吉野山退去にもかかわらず慈道が約束通りに尊円を後継者として青蓮院やその管下の寺院を譲渡したため、鎌倉時代初期から続いた青蓮院の内紛に終止符が打たれた。

## 青蓮院流
和歌をはじめ世尊寺行房に学び、行房が南朝方として北国の金沢で戦死すると、その弟行尹に学んだ。小野道風・藤原行成などの上代様の書法を研究、それに南宋の張即之の書風を加味し、尊円流または青蓮院流と称される書法を作り出した。

## 現在残されている著作・書写作品
- 金沢文庫切（巻子万葉集切）
- 巻物切（古今和歌集）
- 経切
- 入木抄
- 鷹手本（西本願寺所蔵、重要文化財）
- 門葉記（原本は青連院、奈良国立博物館所蔵、重要文化財[3]）、など。